# Tatjana Pietrienko
Tatjana Dmitrijewna Pietrienko, po mężu Samusienko (ros. Татьяна Дмитриевна Петренко (Самусенко), biał. Tacciana Dzmitryjeuna Piatrenka (Samusienka), ur. 2 listopada 1938 w Gródku Ostroszyckim, zm. 24 stycznia 2000 w Mińsku) – białoruska florecistka reprezentująca ZSRR, wielokrotna medalistka igrzysk olimpijskich i mistrzostw świata.
Na igrzyskach olimpijskich w Rzymie w 1960 roku wspólnie z Walentiną Rastworową, Galiną Gorochową, Ludmiłą Sziszową, Walentiną Prudskową i Aleksandrą Zabieliną wywalczyła złoto w turnieju drużynowym. Na rozgrywanych cztery lata później igrzyskach olimpijskich w Tokio razem z Rastworową, Gorochową, Sziszową i Prudskową zdobyła drużynowo srebrny medal. Kolejny medal zdobyła na igrzyskach olimpijskich w Meksyku w 1968 roku, gdzie reprezentacja ZSRR w składzie: Jelena Biełowa, Galina Gorochowa, Aleksandra Zabielina, Swietłana Czirkowa i Tatjana Samusienko zdobyła drużynowo złoty medal. Brała też udział w igrzyskach olimpijskich w Monachium w 1972, gdzie razem z Biełową, Zabieliną, Czirkową i Gorochową zdobyła kolejny złoty medal w zawodach drużynowych. Na żadnej z tych imprez nie startowała w zawodach indywidualnych.
Podczas mistrzostw świata w Budapeszcie w 1959 roku zdobyła indywidualnie brązowy medal, plasując się za Emmą Jefimową i Galiną Gorochową. Na tej samej imprezie Gorochowa, Pietrienko, Prudskowa, Zabielina i Jefimowa zdobyły srebrny medal w zawodach drużynowych. W rywalizacji drużynowej zdobywała także złote medale na mistrzostwach świata w Gdańsku (1963), mistrzostwach świata w Paryżu (1965), mistrzostwach świata w Moskwie (1966) i mistrzostwach świata w Ankarze (1970) oraz srebrne na mistrzostwach świata w Buenos Aires (1962), mistrzostwach świata w Montrealu (1967) i mistrzostwach świata w Hawanie (1969). Ponadto zdobyła również złoty medal indywidualnie na MŚ 1966.
Pracowała jako trener w Mińsku. Została odznaczona między innymi Orderem „Znak Honoru”, Medalem „Za pracowniczą wybitność” i Medalem „Za pracowniczą dzielność”.